# 市川市立第八中学校
市川市立第八中学校（いちかわしりつ だいはちちゅうがっこう）は、千葉県市川市大和田四丁目にある公立中学校。

## 沿革
- 1967年（昭和42年）4月1日 - 市川市立第一中学校より分離開校、同校舎の一部を借用し授業開始[2]。
- 1968年（昭和43年）3月10日 - 新校舎へ移転。
- 1969年（昭和44年）3月8日 - 校舎・体育館落成式挙行。
- 1982年（昭和57年）4月 - 市川市立大洲中学校を分離開校。

## 部活動
- 男子サッカー部
- 野球部
- 陸上部
- 女子ソフトテニス部
- 男子ソフトテニス部
- 女子バレーボール部
- 女子バスケットボール部
- 卓球部
- 剣道部
- 柔道部
- 吹奏楽部
- イラスト部

(放課後カルチャーで将棋・書道・茶道も有り将棋は毎週火曜日)

## 学区
- 市川市立大和田小学校、市川市立鶴指小学校、市川市立稲荷木小学校、市川市立平田小学校各校の一部[3]。
  - 新田二丁目1～19、新田三丁目1～10、13～16
  - 平田三～四丁目
  - 大洲一丁目1～11、大洲二丁目1～9
  - 東大和田一～二丁目
  - 大和田一～五丁目
  - 南八幡三～五丁目

## 著名な出身者
- 山木里恵（女子サッカー・フットサル選手）
- 城和隼颯（サッカー選手）
- 遠坂めぐ（TikToker）
- 榎本啓吾（サッカー選手)
- 橋本良亮（A.B.C-Zのメンバー）